# Torpille Mark 50
La torpille Mark 50 est une torpille légère de technologie avancée de l’US Navy, destinée à être utilisée contre les sous-marins rapides et à grande profondeur. La Mark 50 peut être lancée à partir de tous les avions anti-sous-marins et de tubes lance-torpilles à bord des bâtiments de combat de surface. La Mark 50 était destinée à remplacer la torpille Mark 46 en tant que torpille légère de la flotte. Au lieu de cela, la Mark 46 sera remplacée par la torpille Mark 54 LHT.
Le système de propulsion de la torpille repose sur le stockage d’énergie chimique. Il utilise un petit réservoir d’hexafluorure de soufre qui est pulvérisé sur un bloc de lithium solide, ce qui génère d’énormes quantités de chaleur, qui génère de la vapeur. La vapeur propulse la torpille dans un cycle de Rankine fermé, fournissant de l’énergie à un hydrojet. Ce système de propulsion offre un avantage très important en matière de performances en eaux profondes, dans la mesure où les produits de la combustion – soufre et fluorure de lithium – occupent moins de volume que les réactifs, de sorte que la torpille n’a pas à les forcer à sortir contre l’augmentation de la pression de l’eau à l’approche d’un sous-marin en plongée profonde.

## Armes comparables
- Sting Ray (torpille)
- Torpille MU90 Impact